# ショー!K-POPの中心
『ショー！K-POPの中心』（ショー ケーポップのちゅうしん、原題：朝: 쇼! 음악중심、ショー！音楽中心）は、韓国文化放送で毎週土曜日に放送されている音楽番組。

## 歴史
この番組の前身は『音楽キャンプ』という番組であり、2005年7月30日放送分で、インディーズバンド「The Couch」（カウチ）のメンバーが生放送中に下半身を露出する放送事故（カウチ事件）を起こしたことから放送は打ち切られた。その3ヶ月後の10月29日に本番組がスタートした。
収録は原則として一山新都市にあるMBCドリームセンター公開ホールで行われる。2014年3月8日放送分で放送400回を突破した。
日本ではKNTVで2週遅れ、ホームドラマチャンネルでも放送されている。
またMBCの日本公式動画配信サイトMBCオンデマンドでは放送2日後の深夜に配信されている。

## チャート
- 2013年4月20日放送分からチャートが導入された。決定方法は各界各層の年齢で構成される視聴者委員会の事前投票スコア（15％）と音源・アルバムスコア（60％） 、動画の評価（10％）に加え、生放送中の文字投票（15%）によって決定される。放送中に1位候補3組が発表され、エンディングで1位を発表する。
- 2015年11月21日チャート廃止後2017年4月22日放送分からまたチャートが導入された。決定方法は音源スコア(50%)とアルバムスコア(10%)、YouTube公式MV再生回数(10%)、MBCテレビ、ラジオでの放送回数+各界各層の年齢で構成される視聴者委員会の事前投票スコア（15%）、アプリを通じた事前投票スコア(5%)、生放送中の文字投票（10%）によって決定される。前と同じく放送中に1位候補3組が発表され、エンディングで1位を発表する。
- 5週連続で1位を獲得した楽曲、発売から2ヶ月以上経過した楽曲はチャートから除外される。

### 歴代の1位獲得作品

#### 2005年
- 2006年 1月7日 ~ 2013年 4月13日 : チャート 一時 廃止

#### 2015年
- 2015年 11月21日 ~ 2017年 4月15日 : チャート 一時 廃止

## 司会

### 歴代司会者
| MC                                                                 | MC期間                         | 参考                        |
| ------------------------------------------------------------------ | ------------------------------ | --------------------------- |
| シン・ドンウク、ホン・スア                                         | 2005年10月29日 - 2006年4月29日 |                             |
| BRIAN、チャン・ミイネ                                              | 2006年5月4日 - 11月4日         |                             |
| BRIAN、キム・ヒョンジュン（SS501）                                 | 2006年11月11日 - 2007年3月31日 |                             |
| BRIAN、アン・ソヒ、ヒョナ（4minute）                               | 2007年5月26日 - 6月30日        |                             |
| BRIAN、カン・イン                                                  | 2007年7月7日 - 11月3日         |                             |
| アン・ソヒ、T.O.P、ソネ                                            | 2007年11月10日 - 2008年4月26日 |                             |
| ソルビ、テソン、スンリ（BIGBANG）                                  | 2008年5月10日 - 2009年3月28日  |                             |
| ティファニー（少女時代）、ユリ（少女時代）                         | 2009年4月4日 - 2010年7月31日   |                             |
| ジヨン、スジ、オニュ、ミンホ                                       | 2010年10月30日 - 2011年7月9日  |                             |
| ジヨン・スジ                                                       | 2011年7月16日 - 10月8日        |                             |
| ティファニー、ユリ                                                 | 2011年10月15日 - 2012年1月28日 |                             |
| 少女時代-テティソ                                                  | 2012年2月18日 - 2013年4月13日  | [ 7 ]                       |
| ノ・ホンチョル 、ミンホ (SHINee)、キム・ソヒョン                   | 2013年4月20日 - 2014年6月28日  | [ 8 ]                       |
| ミンホ (SHINee)、キム・ソヒョン、ジコ (Block B)                    | 2014年7月19日 - 2015年4月18日  | [ 9 ]                       |
| ミンホ (SHINee)、イェリ (Red Velvet)、エン (VIXX)                  | 2015年5月9日 - 11月14日        | [ 10 ] [ 11 ]               |
| キム・ミンジェ、キム・セロン                                       | 2015年11月21日 - 2016年9月24日 | [ 12 ] [ 13 ] [ 14 ] [ 15 ] |
| チャ・ウヌ (ASTRO)、キム・セロン、イ・スミン                       | 2016年10月1日 - 2017年4月15日  | [ 16 ] [ 17 ]               |
| チャ・ウヌ (ASTRO)、シヨン (PRISTIN)                               | 2017年4月22日 - 2018年1月27日  |                             |
| オン・ソンウ (元Wanna One) 、マーク (NCT)、ミナ (gugudan、元I.O.I) | 2018年2月24日 - 9月22日        | [ 18 ] [ 19 ]               |
| マーク (NCT)、ミナ (gugudan、元I.O.I)                              | 2018年9月29日 - 2019年1月12日  | [ 20 ]                      |
| ミナ (gugudan、元I.O.I)                                            | 2019年1月19日 - 2月2日         |                             |
| ミナ (gugudan 元I.O.I)、チャニ (SF9)、ヒョンジン (Stray Kids)      | 2019年2月16日 - 2020年5月30日  | [ 21 ] [ 22 ] [ 23 ]        |
| ミンジュ (IZ*ONE)、チャニ (SF9)、ヒョンジン (Stray Kids)           | 2020年6月13日 - 2021年2月13日  | [ 24 ] [ 25 ]               |
| ミンジュ (IZ*ONE)、チャニ (SF9)                                    | 2021年2月20日 - 4月24日        |                             |
| ミンジュ (元IZ*ONE)、チャニ (SF9)、イェジ (ITZY)                   | 2021年5月1日 - 7月17日         | [ 26 ] [ 27 ]               |
| ミンジュ (元IZ*ONE)、リノ (Stray Kids)、ジョンウ (NCT)             | 2021年8月14日 - 2023年1月28日  | [ 28 ] [ 29 ] [ 30 ]        |
| ソリュン (NMIXX)、リノ (Stray Kids)、ジョンウ (NCT)                | 2023年4月15日 - 2023年11月4日  | [ 31 ] [ 32 ]               |
| ソリュン (NMIXX)、ヨンフン (THE BOYZ)、イ・ジョンハ                | 2023年11月11日 -               |                             |

### スペシャルMC
| スペシャルMC                                                                           | 放送日         | 参考          |
| -------------------------------------------------------------------------------------- | -------------- | ------------- |
| ペ・スルギ                                                                             | 2007年4月7日   |               |
| ワンダーガールズ                                                                       | 2007年4月14日  |               |
| ユナ                                                                                   | 2007年4月21日  |               |
| アイビー                                                                               | 2007年4月28日  |               |
| アン・ソヒ（ワンダーガールズ）、ヒョナ（ワンダーガールズ）                             | 2007年5月12日  |               |
| ナム・ギュリ（SEEYA）                                                                  | 2007年5月19日  |               |
| アンディ（神話）                                                                       | 2008年5月24日  |               |
| SS501                                                                                  | 2008年6月7日   |               |
| 少女時代                                                                               | 2009年1月31日  |               |
| スヨン（少女時代）、ソヒョン（少女時代）                                               | 2009年9月5日   |               |
| オ・サンジン                                                                           | 2009年9月12日  |               |
| スヨン（少女時代）、ソヒョン（少女時代）                                               | 2009年9月19日  |               |
| デソン（BIGBANG）、スンリ（BIGBANG）                                                   | 2010年2月20日  |               |
| チョン・ヨンファ（CNBLUE）、ソネ（ワンダーガールズ）、ユビン（ワンダーガールズ）       | 2010年5月29日  |               |
| ウニョク（SUPER JUNIOR）、シウォン（SUPER JUNIOR）、クリスタル（f(X)）                 | 2010年6月5日   |               |
| キム・ヒョンジュン（SS501）、ク・ハラ（KARA）、ハン・スンヨン（KARA）                  | 2010年6月12日  |               |
| チョン・ヨンファ（CNBLUE）、ソヒョン（少女時代）                                       | 2010年6月19日  |               |
| オニュ（SHINee）、クリスタル（f(X)）                                                   | 2010年8月7日   |               |
| オニュ（SHINee）、クリスタル（f(X)）、ニックン（2PM）、スジ（miss A）                  | 2010年8月14日  |               |
| IU、ユン・ドゥジュン（BEAST）、イ・ギグァン（BEAST）                                   | 2010年8月21日  |               |
| チョン・ジヌン（2PM）ヒョミン（ティアラ）、ジヨン（ティアラ）                          | 2010年8月28日  |               |
| オ・サンジン、ティファニー（少女時代）、ユリ（少女時代）                               | 2010年9月4日   |               |
| イ・ホンギ（FTISLAND）、ヒョナ（4minute）、ハン・ソナ（Secret）                        | 2010年9月11日  |               |
| ウニョク（SUPER JUNIOR）、リジ（After School）、クリスタル（f(X)）                     | 2010年9月18日  |               |
| シン・ヒョジュン、チョン・ジュノ                                                       | 2010年9月25日  |               |
| ソン・ダムビ、オ・サンジン                                                             | 2010年10月2日  |               |
| サンダラ・パク（2NE1）、コン・ミンジ（2NE1）                                           | 2010年10月9日  |               |
| テミン（SHINee）、キー（SHINee）、ミン（miss A）                                       | 2010年10月16日 |               |
| ジュノ（2PM）、チャンソン（2PM）                                                       | 2010年10月23日 |               |
| ユン・ドゥジュン（BEAST）、ヤン・ヨソブ（BEAST）                                       | 2011年6月11日  |               |
| ヤンミン（BOYFRIEND）、グァンミン（BOYFRIEND）                                         | 2011年6月18日  |               |
| ニックン（2PM）、チャンソン（2PM）                                                     | 2011年7月16日  |               |
| テギョン（2PM）、チャンソン（2PM）                                                     | 2011年7月23日  |               |
| イ・ジュン（MBLAQ）、ジオ（MBLAQ）                                                     | 2011年7月30日  |               |
| ウニョク（SUPER JUNIOR）、ドンへ（SUPER JUNIOR）                                       | 2011年8月13日  |               |
| ウニョク（SUPER JUNIOR）、ドンへ（SUPER JUNIOR）                                       | 2011年8月20日  |               |
| シンドン（SUPER JUNIOR）、ソンミン（SUPER JUNIOR）                                     | 2011年8月27日  |               |
| チョンドン（MBLAQ）、ジオ（MBLAQ）                                                     | 2011年9月3日   |               |
| キュヒョン（SUPER JUNIOR）、ウニョク（SUPER JUNIOR）、イェソン（SUPER JUNIOR）         | 2011年9月10日  |               |
| イ・ソンヨル（INFINETE）、ナム・ウヒョン（INFINETE）                                   | 2011年9月17日  |               |
| ウニョク（SUPER JUNIOR）                                                               | 2011年9月24日  |               |
| シンドン（SUPER JUNIOR）、ウニョク（SUPER JUNIOR）                                     | 2011年10月1日  |               |
| ヒョナ（4minute）、チャン・ヒョンスン（BEAST）                                         | 2011年12月17日 |               |
| イ・ホンギ（FTISLAND）、イ・ジェジン（FTISLAND）、チェ・ジョンフン（FTISLAND）         | 2012年2月4日   |               |
| ニエル（TEEN TOP）、チョンジ（TEEN TOP）、エルジョ（TEEN TOP）                         | 2012年2月11日  |               |
| チョン・ヨンファ（CNBLUE）、ヒョヨン（少女時代）                                       | 2012年4月7日   |               |
| ユン・ドゥジュン（BEAST）、ダソム（SISTER）、ボラ（SISTER）                            | 2012年8月4日   |               |
| ボラ（SISTER）、ユン・ドゥジュン（BEAST）、ヤン・ヨソブ（BEAST）                       | 2012年8月18日  |               |
| ファン・グァンヒ（ZE:A）、ハン・ソナ（Secret）、チョン・ヒョソン（Secret）             | 2012年9月29日  |               |
| イ・ジュン（MBLAQ）、ハン・ソナ（Secret）                                              | 2012年11月24日 |               |
| イ・ジュン（MBLAQ）、オ・ヨンソ                                                        | 2012年12月1日  |               |
| ジニョン（B1A4）、サンドゥル（B1A4）、バロ（B1A4）                                     | 2013年2月9日   |               |
| ジョグォン（2PM）、イム・スロン（2PM）、ミナ（Girl's Day）                             | 2013年3月16日  |               |
| ハハ                                                                                   | 2013年6月29日  |               |
| パク・ヒョンシク（ZE:A）                                                               | 2013年7月6日   |               |
| パク・ヒョンシク（ZE:A）                                                               | 2013年8月3日   |               |
| ヤン・ヨソブ（BEAST）                                                                  | 2013年8月24日  |               |
| シウミン（EXO）                                                                        | 2013年9月28日  | [ 33 ]        |
| チャニョル（EXO）                                                                      | 2013年10月5日  |               |
| ヒョミン（T-ARA）                                                                      | 2013年10月26日 | [ 34 ]        |
| スジ（miss A）                                                                         | 2013年11月30日 | [ 35 ]        |
| セフン（EXO）、シウミン（EXO）                                                         | 2014年1月4日   | [ 36 ]        |
| B1A4                                                                                   | 2014年1月18日  |               |
| パク・ヒョンシク（ZE:A）                                                               | 2014年2月8日   |               |
| ヘンリー（SUPER JUNIOR）                                                               | 2014年4月5日   |               |
| キム・ソンギュ（INFINETE）、エル（INFINETE）                                           | 2014年5月31日  |               |
| エン（VIXX）                                                                           | 2014年6月7日   |               |
| パク・ヒョンシク（ZE:A）                                                               | 2014年6月21日  | [ 37 ]        |
| ビクトリア（f(X)）                                                                     | 2014年7月5日   |               |
| ジニョン（GOT7）                                                                       | 2014年7月12日  |               |
| ク・ハラ（KARA）                                                                       | 2014年8月30日  |               |
| イトゥク（SUPER JUNIOR）、キュヒョン（SUPER JUNIOR）                                   | 2014年9月6日   |               |
| エ・イルリ                                                                             | 2014年10月11日 |               |
| ジョンミン（BOYFRIEND）                                                                | 2014年10月18日 | [ 38 ]        |
| エン（VIXX）                                                                           | 2014年10月25日 |               |
| ホン・ジニョン                                                                         | 2014年11月1日  |               |
| V（BTS）                                                                               | 2014年11月8日  | [ 39 ]        |
| ヒョリン、ジュヨン                                                                     | 2014年11月22日 |               |
| ユン・ボミ（Apink）                                                                    | 2014年11月29日 |               |
| エル（INFINETE）                                                                       | 2014年12月6日  |               |
| チョア（AOA）                                                                          | 2014年12月13日 |               |
| ユク・ソンジェ（BTOB）                                                                 | 2015年1月17日  |               |
| リジ（After School）                                                                   | 2015年1月24日  |               |
| チャン・ドンウ（INFINETE）、リジ（After School）                                       | 2015年2月7日   |               |
| ニエル（TEEN TOP）                                                                     | 2015年2月28日  | [ 40 ]        |
| リュ・スジョン（LOVELYS）                                                              | 2015年3月7日   |               |
| エリック・ナム                                                                         | 2015年3月14日  |               |
| シンビ（GFRIEND）                                                                      | 2015年3月21日  | [ 41 ]        |
| ソラ（MAMAMOO）                                                                        | 2015年4月4日   | [ 42 ]        |
| チェン（EXO）、イェリ（Red Velvet）                                                    | 2015年4月11日  |               |
| キム・ギュンソン（NOEL）、ユン・ボミ（Apink）、カンナム（M.I.B）                       | 2015年4月25日  | [ 43 ]        |
| チャニョル（EXO）、チョア（AOA）、ヘリ（Girl's Day）                                   | 2015年5月2日   |               |
| チャン・ドンウ（INFINETE）                                                             | 2015年7月18日  |               |
| ユク・ソンジェ（BTOB）、オ・ハヨン（Apink）                                            | 2015年7月25日  |               |
| サンドゥル（B1A4）                                                                     | 2015年8月8日   |               |
| ジュホン（MONSTA X）                                                                   | 2015年8月15日  |               |
| ウォヌ（SEVENTEEN）、ジョンハン（SEVENTEEN）、ウシン（UP10TION）、シャオ（UP10TION）   | 2015年10月3日  |               |
| シャオ（UP10TION）                                                                     | 2015年10月24日 |               |
| ジコ（Block.B）、チャニョル（EXO）                                                     | 2016年4月16日  |               |
| ジョングク（BTS）、サナ（TWICE）                                                       | 2016年5月14日  | [ 44 ]        |
| チャニョル（EXO）、ジュホン（MONSTA X）                                                | 2016年6月18日  |               |
| チャ・ウヌ（ASTRO）、シンビ（GFRIEND）                                                 | 2016年7月16日  | [ 45 ] [ 46 ] |
| ジミン（BTS）、ジョングク（BTS）                                                       | 2016年7月30日  | [ 47 ]        |
| ヒョウォン（MONSTA X）、ユア（OH MY GIRL）                                             | 2016年8月6日   |               |
| ウシン（UP10TION）、シャオ（UP10TION）                                                 | 2016年8月13日  |               |
| バロ（B1A4）                                                                           | 2016年9月10日  |               |
| J-HOPE（BTS）、ジョングク（BTS）                                                       | 2016年10月22日 |               |
| シン（CROSS GENE）                                                                     | 2017年2月18日  |               |
| ナヨン（TWICE）、ジョンヨン（TWICE）                                                   | 2017年12月16日 |               |
| イ・ソンジョン（INFINETE）、ジホ（OH MY GIRL）                                         | 2018年1月20日  |               |
| イェリ（Red Velvet）、B.I（iKON）、BOBBY（iKON）                                       | 2018年2月3日   |               |
| ノ・ホンチョル、ミンホ（SHINee）                                                       | 2018年8月11日  |               |
| パク・ソングァン、ジュヨン（THE BOYS）                                                 | 2018年10月6日  |               |
| チャニョル（EXO）                                                                      | 2018年11月17日 |               |
| シヌ（B1A4）、チャ・ウヌ（ASTRO）                                                      | 2019年1月19日  | [ 48 ]        |
| チャ・ウヌ（ASTRO）                                                                    | 2019年1月26日  |               |
| チャ・ウヌ（ASTRO）                                                                    | 2019年2月2日   |               |
| カン・スンユン（WINNER）                                                               | 2019年4月27日  |               |
| キュー（THE BOYZ）                                                                     | 2019年5月11日  |               |
| チャ・ウヌ（ASTRO）                                                                    | 2019年8月3日   |               |
| ペ・シニョン（CIX）                                                                    | 2019年8月10日  | [ 49 ]        |
| アイエン（StrayKids）                                                                  | 2019年9月21日  |               |
| インソン（SF9）                                                                        | 2019年9月28日  |               |
| イェジ（ITZY）                                                                         | 2019年10月19日 |               |
| レン（NU'EST）                                                                         | 2019年11月2日  |               |
| キム・セジョン（gugudan）                                                              | 2019年11月9日  |               |
| ヒョジン（ONF）                                                                        | 2019年11月16日 | [ 50 ]        |
| パク・ジフン（元Wanna One）                                                            | 2019年12月7日  | [ 51 ]        |
| キム・ジェファン                                                                       | 2019年12月21日 |               |
| ホンジュン（ATEEZ）                                                                    | 2020年2月1日   |               |
| イ・チャンジュン（Golden Child）                                                       | 2020年2月8日   |               |
| ホンソク（PENTAGON）                                                                   | 2020年2月15日  |               |
| チュウ（今月の少女）                                                                   | 2020年2月29日  |               |
| ハン（StrayKids）                                                                      | 2020年10月10日 |               |
| キム・ヒョンス                                                                         | 2021年2月20日  |               |
| イェジ（ITZY）                                                                         | 2021年2月27日  |               |
| ミンホ（SHINee）                                                                       | 2021年3月6日   | [ 52 ] [ 53 ] |
| キム・セジョン（元gugudan、元I.O.I）                                                   | 2021年3月13日  | [ 54 ]        |
| パク・ジフン（元Wanna One）                                                            | 2021年3月20日  | [ 55 ] [ 56 ] |
| カン・ミナ                                                                             | 2021年3月27日  |               |
| ジュホン（MONSTA X）                                                                   | 2021年4月17日  | [ 57 ]        |
| チャ・ウヌ（ASTRO）                                                                    | 2021年4月24日  | [ 58 ] [ 59 ] |
| マーク（NCT）                                                                          | 2021年5月29日  |               |
| ジョイ（Red Velvet）                                                                   | 2021年6月5日   | [ 60 ]        |
| チャン・ウヨン（2PM）                                                                  | 2021年7月10日  |               |
| ジェミン（NCT）                                                                        | 2021年12月18日 |               |
| チャニ（SF9）                                                                          | 2022年1月15日  |               |
| ジュヨン（THE BOYZ）                                                                   | 2022年1月22日  | [ 61 ] [ 62 ] |
| ジェジュン（TAN）                                                                      | 2022年3月12日  | [ 63 ]        |
| ジェジュン（TAN）                                                                      | 2022年3月19日  |               |
| ハン（StrayKids）                                                                      | 2022年3月26日  |               |
| チャ・ウヌ（ASTRO）                                                                    | 2022年5月21日  | [ 64 ]        |
| チョ・ユリ                                                                             | 2022年6月4日   |               |
| キム・ジェファン                                                                       | 2022年6月11日  |               |
| ダヒョン（TWICE）                                                                      | 2022年6月25日  | [ 65 ]        |
| ダヒョン（TWICE）                                                                      | 2022年7月2日   |               |
| カン・ソンユン（WINNER）                                                               | 2022年7月9日   |               |
| イェジ（ITZY）                                                                         | 2022年7月16日  |               |
| イェジ（ITZY）                                                                         | 2022年7月23日  |               |
| ジュヨン（THE BOYZ）                                                                   | 2022年8月20日  |               |
| ダヒョン（TWICE）、キム・ジェファン                                                    | 2022年9月17日  |               |
| スンミン（StrayKids）                                                                  | 2022年10月8日  |               |
| ハン（StrayKids）                                                                      | 2022年10月22日 |               |
| ドヨン（NCT）                                                                          | 2022年11月12日 |               |
| イェジ（ITZY）、リア（ITZY）                                                           | 2022年12月3日  |               |
| ムンビン（ASTRO）、サナ（ASTRO）                                                       | 2023年1月7日   |               |
| ミニョク（MONSTA X）、ジュホン（MONSTA X）                                             | 2023年1月14日  |               |
| ジャニー（NCT）                                                                        | 2023年2月4日   |               |
| ジャニー（NCT）                                                                        | 2023年2月11日  |               |
| シウン（STAYC）                                                                        | 2023年2月18日  |               |
| ヨンフン（THE BOYZ）、ヒョンジェ（THE BOYZ）、ジュヨン（THE BOYZ）、キュー（THE BOYZ） | 2023年2月25日  | [ 66 ] [ 67 ] |
| ヨンフン（THE BOYZ）、ジュヨン（THE BOYZ）                                             | 2023年3月4日   |               |
| カン・ミナ、チャニ（SF9）                                                              | 2023年3月11日  |               |
| ソリュン（NMIXX）                                                                      | 2023年3月25日  | [ 68 ] [ 69 ] |
| ジャニー（NCT）                                                                        | 2023年4月8日   |               |
| カリナ（aespa）、イ・ミニョク（BTOB）                                                  | 2023年5月13日  | [ 70 ]        |
| チャンビン（StrayKids）                                                                | 2023年6月24日  |               |
| ユンホ（ATEEZ）                                                                        | 2023年7月1日   | [ 71 ]        |
| チョン・ヒョンム、ヘウォン（NMIXX）                                                    | 2023年7月22日  | [ 72 ] [ 73 ] |
| チュ・ハンニョン（THE BOYZ）、エリック（THE BOYZ）、ソヌ（THE BOYZ）                   | 2023年8月19日  |               |
| マーク（NCT）                                                                          | 2023年9月2日   |               |
| ウンソク（RIIZE）                                                                      | 2023年9月9日   | [ 74 ]        |
| チュ・ハンニョン（THE BOYZ）、ソヌ（THE BOYZ）                                         | 2023年9月16日  | [ 75 ]        |
| キー（SHINee）、スンヒ（OH MY GIRL）                                                   | 2023年9月23日  | [ 76 ]        |